# Негој (Долж)
Негој (рум. Negoi) насеље је и општина у Румунији у жупанији Долж. Oпштина се налази на надморској висини од 36 m.

## Географија
Место је удаљено неколико километара од реке Дунава.

## Историја
У месту је био средином 19. века спахилук српског кнеза Михаила Обреновића. Наследник, његов природни али незаконити син Велимир Михаило Теодоровић је ступио у посед као пунолетан 1870. године. Имање је било површине 4.000 хектара, а јужном страном се наслањало на Дунав и имало је своје засебно пристаниште. Било је ту плодне оранице, шуме и водоплавног пашњака. Спахилук је даван у вишегодишњи закуп и давао је годишњи приход од тадашњих 50.000 динара.
Када је истекао први уговор о закупу, сада пунолетни Велимир га је поверио на управу блиском пријатељу из детињства. Али овај - Живко Радивојевић је поверење злоупотребио и задужио имање без одобрења власника. Морао је власник да уложи велики труд и иметак да би се извукао из неповољне ситуације. Велимир је у Негој доводио своје пријатеље учене Србе из Минхена и Швајцарске, и ту су организовани ловови на дивљач.
Спахилук је био нарочито погодан за узгој свиња, у шумама поред Дунава. За време српско-бугарског рата 1885. године Теодоровић је послао српској војсци са свог имања 700 свиња, за исхрану војника.
Након Велимирове смрти 1898. године, по тестаменту основана је државна просветна задужбина Велиминаријум. Посед Негој је одлуком румунског суда ушао у задужбину и постао српско државно добро. Држава Србија је ступила у посед имања тек 1902. године. Његова вредност је тада процењена на два милиона динара. Септембра 1904. године на јавном надметању Негоје је продат за 2.300.000 динара у злату. Током судских спорова (више заинтересованих наследника) имање је по одлуци суда морало бити продато, а добијен новац се слио у главницу будуће задужбине. Закон о Задужбини Велиминаријум је усвојен 5. фебруара 1905. године.

## Становништво
Према подацима из 2021. године у насељу је живело 2.298 становника.